# Nyos
Nyos (właściwie jezioro Lwi) – jezioro wulkaniczne położone w Kamerunie, w Regionie Północno-Zachodnim. Położone jest na wysokości 900 m na zboczu nieczynnego wulkanu, stanowiącego część kameruńskiego pasa wulkanicznego.
Jezioro Nyos znane jest z tragicznego wydarzenia, do którego doszło tutaj 21 sierpnia 1986. Zgromadzony na dnie jeziora dwutlenek węgla uwolnił się gwałtownie, powodując śmierć 1746 ludzi oraz wielu zwierząt. Dość długo śmierć tylu osób, bez wyraźnych śladów ran, stanowiła zagadkę. Dopiero po dwóch latach udało się ją rozwiązać.
Według najpowszechniej przyjmowanej teorii na dnie jeziora gromadził się pochodzący ze skorupy ziemskiej dwutlenek węgla. Wstrząs sejsmiczny lub osuwisko spowodowały zaburzenie nagromadzonego gazu, powodując jego wydzielanie się z wody i przedostanie na powierzchnię. Gaz cięższy od powietrza spływał dalej pobliskimi dolinami, zabijając wszystkie formy życia nawet w odległości 30 km.
Od 2001 prowadzona jest akcja odgazowywania jeziora, by uniknąć powtórzenia tragedii. Podobne prace podjęto także w 2003 w innym kameruńskim jeziorze, Monoun, w którym wypływ gazu doprowadził w roku 1984 do śmierci 37 osób.